# 天鸽座μ
屎星是位於天鴿座的一顆恆星，在拜耳命名法中是天鴿座μ星（Mu Columbae，μ Col），是能以肉眼看見的少數O型星之一。已知這恆星距離太陽系約1,300光年，但可能有數百年的誤差。在中國的二十八宿中屬參宿，代表星官廁裡的糞便。
這是相對而言自轉較快的一顆恆星，大約每1.5天自轉一周。相較於太陽，直徑是屎星的22%，自轉一周卻要25.4天。但這種自轉速度是此類恆中較典型的。
基於自行和徑向速度的測量，天文學家知道，這顆星和御夫座AE正以超過200Km/S的速度在相互遠離。它們共同的起源點交會在獵戶四邊形星團中的伐三。最可能的情況是在250萬年前，有兩對聯星的交互作用（碰撞），造成了這些速逃星從徑向上不同的點拋射而逃逸。

## 語源
在中國天文學，天鴿座μ稱為屎，意思是「排泄物」或「糞便」，因為這顆星是單獨一顆成為一個星官，位置在廁的下方，屬於參宿。
這顆星與大犬座ζ、大犬座λ、天鴿座γ、天鴿座δ、天鴿座θ、天鴿座κ、天鴿座λ 、天鴿座ξ是猿（Al Ḳurūd 、ألقرد - al-qird）。

## 延伸阅读
- Blaauw, A.; Morgan, W. W. . The Astrophysical Journal. 1954-05-01, 119: 625  [2020-09-01]. doi:10.1086/145866. （原始内容存档于2018-08-08）.
- Hoogerwerf, R.; Bruijne, J. H. J. de; Zeeuw, P. T. de. . Astronomy & Astrophysics. 2001-01-01, 365 (2): 49–77  [2020-09-01]. ISSN 0004-6361. doi:10.1051/0004-6361:20000014. （原始内容存档于2018-06-03） （英语）.